# Frankenstein (Pfalz) (przystanek kolejowy)
Frankenstein (Pfalz) (niem: Bahnhof Frankenstein (Pfalz)) – przystanek kolejowy w Frankenstein, w regionie Nadrenia-Palatynat, w Niemczech. Przystanek znajduje się na linii kolejowej Mannheim – Saarbrücken, która została wybudowana przez Pfälzische Ludwigsbahn. Otwarty w dniu 2 grudnia 1848 roku, kiedy odcinek między Kaiserslautern i Frankenstein oddano do użytku. W dniu 25 sierpnia następnego roku otwarto ostatni odcinek do Neustadt, domykając Ludwigsbahn. Od grudnia 2003 roku jest częścią linii S1 i S2, S-Bahn Ren-Neckar.
Budynek dworca jest obiektem zabytkowym.
Według klasyfikacji Deutsche Bahn, przystanek ma kategorię 6.

## Linie kolejowe
- Mannheim – Saarbrücken